# Murter
Murter (italsky Morter) je ostrov v Jaderském moři. Je součástí Chorvatska, leží v Šibenicko-kninské župě. Rozkládají se na něm dvě opčiny, a to Murter-Kornati (pouze Murter) a Tisno (Betina, Jezera a Tisno). Největší vesnicí je Murter s 2 025 obyvateli, potom Tisno s 1 287 obyvateli, Jezera s 886 obyvateli a Betina se 697 obyvateli.
Doprava na ostrově je zajištěna silnicí D121, která spojuje vesnici Murter s Tisnem. Ostrov je snadno dosažitelný také díky Tisenskému mostu, díky kterému lze ostrov dosáhnout silničně přímo z pobřeží a není nutno používat loď nebo trajekt.
Hlavním příjmem zdejších obyvatel je turismus, dále pak pěstování oliv a fíků, stavba lodí, rybolov a chov hospodářských zvířat.
25. března 2020 bylo na ostrově ve vesnicích Murter a Betina zaznamenáno osm případů nákazy koronavirem SARS-CoV-2 a třicet dalších lidí projevujících příznaky onemocnění covid-19, tyto dvě vesnice byly tedy uzavřeny do karantény. Do karantény byl též uzavřen celý ostrov, přestože ve vesnicích Tisno a Jezera výskyt koronaviru potvrzen nebyl. 28. března 2020 bylo na ostrově potvrzeno dalších sedm případů nákazy, počet nakažených tedy vzrostl na 15.